# Bolbena assimilis
Bolbena assimilis es una especie de mantis de la familia Iridopterygidae.

## Distribución geográfica
Se encuentra en Namibia.